# Marian Kępiński (prawnik)
Marian Wiesław Kępiński (ur. 29 maja 1940 w Dobrej, zm. 20 sierpnia 2018) – polski prawnik, profesor nauk prawnych, nauczyciel akademicki Uniwersytetu im. Adama Mickiewicza w Poznaniu i innych uczelni, członek Sądu Arbitrażowego przy Krajowej Izbie Gospodarczej, członek Rady Legislacyjnej VII, VIII, IX i X kadencji przy Prezesie Rady Ministrów.

## Życiorys
Był synem Wiesława i Stanisławy, z d. Węgrzynowicz. Jego ojciec był prawnikiem, matka nauczycielką chemii. Po II wojnie światowej zamieszkał z rodzicami w Gdańsku, tam ukończył szkołę podstawową i liceum ogólnokształcące. W 1963 ukończył studia na Wydziale Prawa i Administracji Uniwersytetu im. Adama Mickiewicza w Poznaniu (pracę magisterską napisał pod kierunkiem Zbigniewa Radwańskiego). Następnie podjął pracę na macierzystej uczelni, początkowo w Katedrze Ekonomii, od 1964 w Katedrze Prawa Cywilnego, w 1966 złożył także egzamin sędziowski.
W 1969 obronił napisaną pod kierunkiem Zbigniewa Radwańskiego pracę doktorską pt. Przeniesienie własności nieruchomości rolnych, za którą w 1971 otrzymał nagrodę Ministra Oświaty i Szkolnictwa Wyższego. W 1979 uzyskał stopień doktora habilitowanego na podstawie dorobku i rozprawy pt. Rozporządzanie prawem z rejestracji znaku towarowego, nagrodzonej w 1980 nagrodą Ministra Nauki, Szkolnictwa Wyższego i Techniki. Tytuł naukowy profesora nauk prawnych został mu nadany w 2002.
W 1976 uzyskał tytuł Master of Law (LLM) na Uniwersytecie Columbia w Nowym Jorku, odbył szereg staży naukowych, m.in. w Instytucie Maxa-Plancka w Monachium oraz roczny staż naukowy na Uniwersytecie w Grenoble.
W latach 1983–1989 był kierownikiem Studium Administracji oraz prodziekanem Wydziału Prawa i Administracji UAM, w latach 1994-1998 kierownikiem Katedry Prawa Cywilnego, od 1998 kierownikiem Katedry Prawa Europejskiego na Wydziale Prawa i Administracji UAM. Wykładał prawo cywilne, prawo europejskie, prawo konkurencji i prawo własności intelektualnej. Był współautorem tomu 13 oraz tomu 14b Systemu prawa prywatnego, Komentarza do ustawy o zwalczania nieuczciwej konkurencji, podręczników Prawo Unii Europejskiej. Prawo materialne i polityki oraz Prawo spółek handlowych. Podręcznik akademicki.
W latach 1994–2010 był członkiem Rady Legislacyjnej przy Prezesie RM. W latach 1997–2001 był członkiem Komisji Kodyfikacyjnej Prawa Cywilnego przy Ministrze Sprawiedliwości. Od 2011 członkiem Komisji Prawa Autorskiego przy Ministrze Kultury i Dziedzictwa
Narodowego.
Od 1986 był arbitrem Sądu Arbitrażowego przy Krajowej Izbie Gospodarczej, od roku 2000 wchodzi w skład komitetu redakcyjnego „Ruchu Prawniczego, Ekonomicznego i Socjologicznego”.
Zajmował także stanowisko profesora w Collegium Polonicum w Słubicach, wspólnej placówce UAM i Europejskiego Uniwersytetu Viadrina we Frankfurcie nad Odrą, gdzie wykładał część ogólną prawa cywilnego i prawo zobowiązań. Był również opiekunem Ogólnopolskiego Konkursu Prawa Europejskiego (OKPE) organizowanego przez Europejskie Stowarzyszenie Studentów Prawa ELSA Poland.
Wypromował 13 doktorów.
W 2003 został odznaczony Krzyżem Kawalerskim Orderu Odrodzenia Polski.
Od 1974 był żonaty z Marią Smykałą, z którą miał trzech synów, Marka, Jakuba i Jana.
Pochowany na cmentarzu Górczyńskim w Poznaniu (kwatera IVP-38-11).

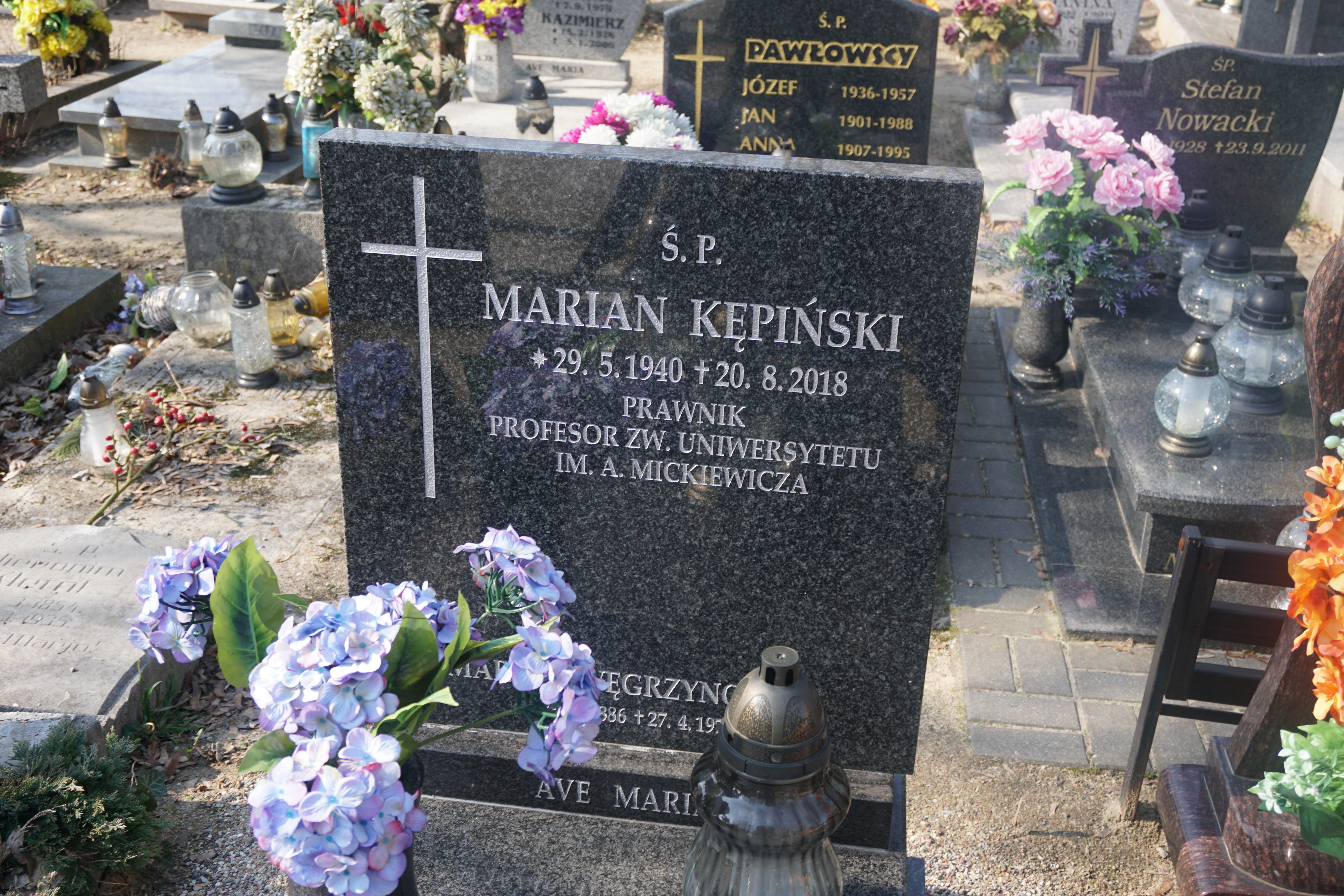
Grób prof. Mariana Kępińskiego na cmentarzu Górczyńskim